# Dicaelotus montanus
Dicaelotus montanus är en stekelart som först beskrevs av De Stefani 1885.  Dicaelotus montanus ingår i släktet Dicaelotus och familjen brokparasitsteklar. Inga underarter finns listade i Catalogue of Life.